# District de Gbehlageh
Le district de Gbehlageh est une subdivision du comté de Nimba au Liberia. 
Les autres districts du comté de Nimba sont :
- Le district de Saclepea ;
- Le district de Sanniquelleh-Mahn ;
- Le district de Tappita ;
- Le district de Yarwein-Mehnsohnneh ;
- Le district de Zoegeh.